# Der Kaiser von Schexing
Der Kaiser von Schexing – Ein Bürgermeister aus Bayern ist eine bayerische Fernsehserie und Eigenproduktion des Bayerischen Rundfunks, die in der fiktiven Gemeinde Markt Schexing im Landkreis Ebersberg spielt. Regie führte Franz Xaver Bogner, der die Idee zur Serie hatte und einen Großteil der Drehbücher schrieb. Weitere Drehbuchautoren waren Christian Lerch (drei Episoden), Frank Müller (sechs Episoden) und Anne Blume (drei Episoden).
Produziert wurde die Serie in den Studios des BR in Unterföhring sowie in Rain und im Markt Isen.

## Inhalt
Im Serien-Mittelpunkt steht Andreas „Andi“ Kaiser (Dieter Fischer). In Schexing geboren, vom sturen, steinreichen und dominanten Vater vertrieben, tingelte er 15 Jahre durch die Welt. Er kehrt just zu dem Zeitpunkt zurück, als sein Heimatort Schexing einen Bürgermeister sucht. Geeignete Kandidaten gibt es nicht und so hieven Stadtkämmerer Hermann Nelz (Gerd Anthoff) und Geschäftsleiterin Rosi Specht (Dorothee Hartinger) den heimgekehrten Sohn ins Amt. „Andi“ Kaiser soll ihre Marionette sein und wird doch ihre größte Herausforderung, da er Probleme auf seine eigene, unkonventionelle Art löst und sich so nicht nur Ärger in Schexing, sondern auch mit der höheren Politik, z. B. dem Landrat, einhandelt. Oft erscheint Kaiser daher naiv und dilettantisch, gegen Ende der Folge zeigt sich aber meist, dass er alle Klippen umschiffen kann.

## Darsteller
Gemeindeverwaltung

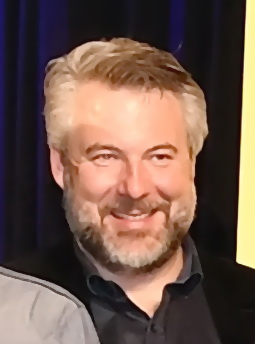
Dieter Fischer

- Andreas Kaiser, Bürgermeister – Dieter Fischer
- Hermann Nelz, Kämmerer – Gerd Anthoff
- Rosi Specht, Geschäftsleitung und Standesbeamtin – Dorothee Hartinger
- Eugen Gänselmayr, Bau- und Ordnungsamt – Winfried Frey
- Centa Spitzauer, Rathausangestellte – Barbara Maria Messner
- Traudl Meir, Rathausangestellte – Barbara Bauer
- Lydia Hell, Auszubildende, später Rathausangestellte – Julia Eder
- Gustav Pospischil, Hausmeister – Josef Eder
- Simon Fellermeier, Bauhofleiter – Christian Lerch
- Emil, Bauhofangestellter – Roland Hefter (Nebenrolle ab vierter Staffel; kurzer Auftritt als Bauarbeiter in der dritten Staffel)

Nebenrollen
- Ludwig Kaiser, („Schex“, „der alte Schex“, „Schex-Luck“) – Michael König
- Jakob Aschenbrenner, Feuerwehrkommandant – Klaus Stiglmeier
- Eva Raschke, Reporterin – Christine Adler
- Hans Meir, Polizist und Ehemann von Traudl Meir – Manfred Beierl
- Hannelore Herbst, ehem. Landratsgattin und Geschäftsführerin des „Gockelbräu“ – Monika Gruber
- Sophie Hummel, Wirtin – Thekla Mayhoff
- Anni Hummel, Wirtin – Kathi Leitner
- Gemeinderatsmitglieder – Karl Schermann, Alexander Nadler (ab Ende dritter Staffel, Folge Im Fall der Fälle)
- Lisa Deimer, Jungbäuerin – Julia Loibl (ab Ende vierter Staffel, Folge Bei uns)

Gast- und Episodendarsteller
- siehe Episodenliste

## Auf DVD
- 1. Staffel Der Kaiser von Schexing – Ein Bürgermeister aus Bayern, veröffentlicht am 7. Juli 2008
- 2. Staffel Der Kaiser von Schexing – Ein Bürgermeister aus Bayern, veröffentlicht am 15. September 2008
- 3. Staffel Der Kaiser von Schexing – Ein Bürgermeister aus Bayern, veröffentlicht am 15. September 2011
- 4. Staffel Der Kaiser von Schexing – Ein Bürgermeister aus Bayern, veröffentlicht am 8. November 2011
- 5. Staffel Der Kaiser von Schexing – Ein Bürgermeister aus Bayern, veröffentlicht am 6. Dezember 2011

## Ausstrahlung
Zum ersten Mal wurde die Serie ab Februar 2008 in zwei Staffeln mit 21 Folgen (davon eine Doppelfolge) im Bayerischen Fernsehen gesendet.

Eine dritte Staffel mit nur 5 Folgen wurde im Oktober 2009 ausgestrahlt.

Die vierte Staffel mit ebenfalls 5 Folgen lief vom 11. November bis 8. Dezember 2010. Die vierte Staffel wurde ab 13. Oktober 2011 im Bayerischen Fernsehen wiederholt.

Die fünfte Staffel mit 4 Folgen wurde vom 17. November bis 8. Dezember 2011 ausgestrahlt.

Weitere Staffeln sind nicht in Planung.

## Drehorte
Die Serie wurde überwiegend in Rain am Lech, in Isen sowie im Studio II des Bayerischen Rundfunks in Unterföhring gedreht.
In Rain befinden sich das Rathaus von Schexing, bei dem es sich um das echte Rathaus der Stadt Rain handelt, der Marktplatz und der Hummelwirt (in Wirklichkeit die „Ratsbrauerei Zum Bäuml“).
In Isen wurden viele Straßenszenen gedreht. Isen ist zugleich der fiktive Ort Schexing per se. In der Folge „Himmelfahrt“ wird auf einer Landkarte die Umgebung Schexings gezeigt. Hier ist der Ort Isen als Schexing markiert. Allerdings liegt Isen im Landkreis Erding, nicht wie Schexing im Landkreis Ebersberg. Als Drehorte dienten mehrere Plätze in Isen, beispielsweise die Ortseinfahrt der Erdinger Straße und die Ortsmitte bei Aufnahmen von Autoverkehr.
Die Innenaufnahmen entstanden überwiegend im Studio. Die Büros und der Ratssaal der Gemeinde wurden dort als Kulisse aufgebaut.
Als Kulisse für den „Schexhof“ dienten vor allem die Herrmannsdorfer Landwerkstätten.

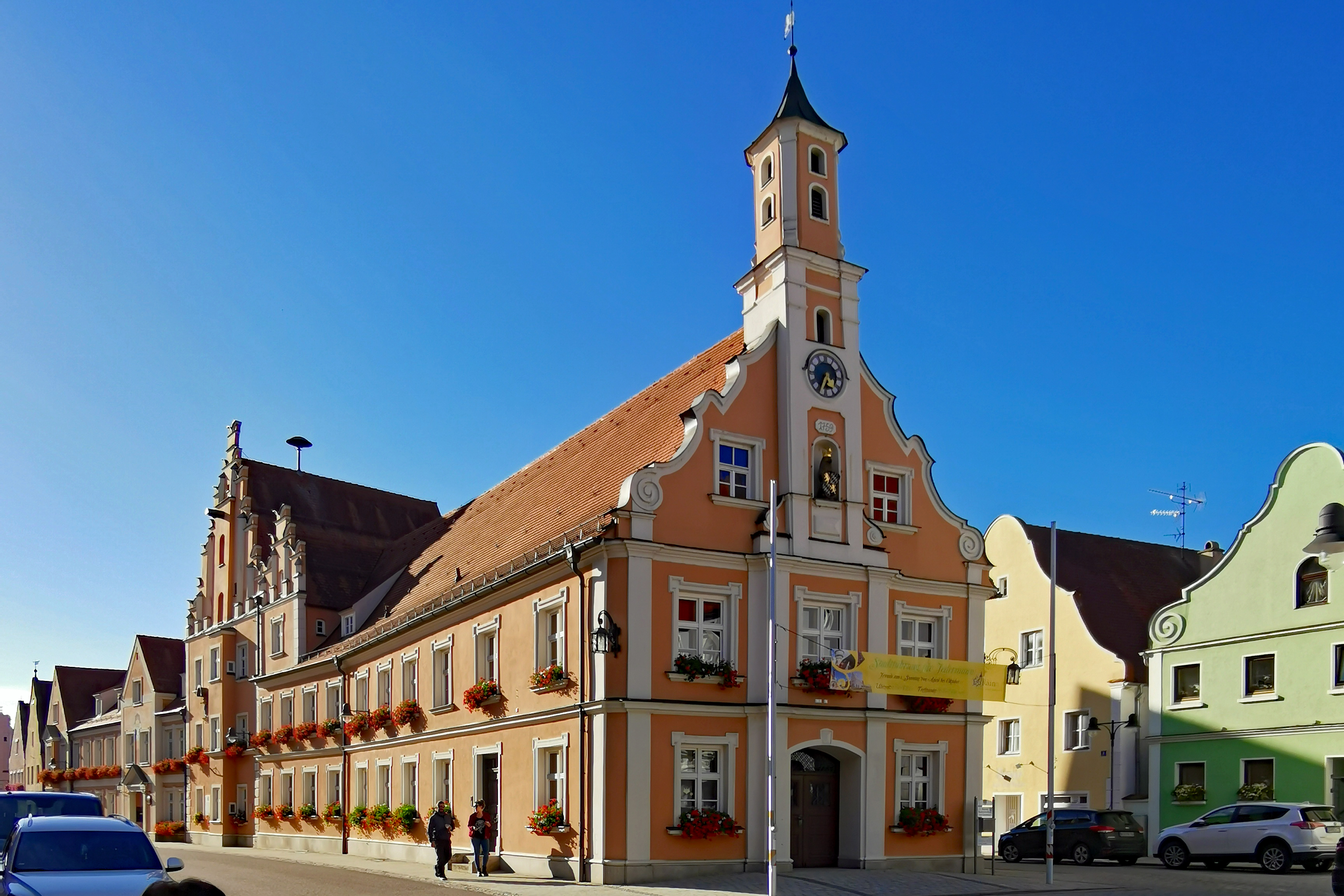
Rathaus in Rain am Lech
Isen
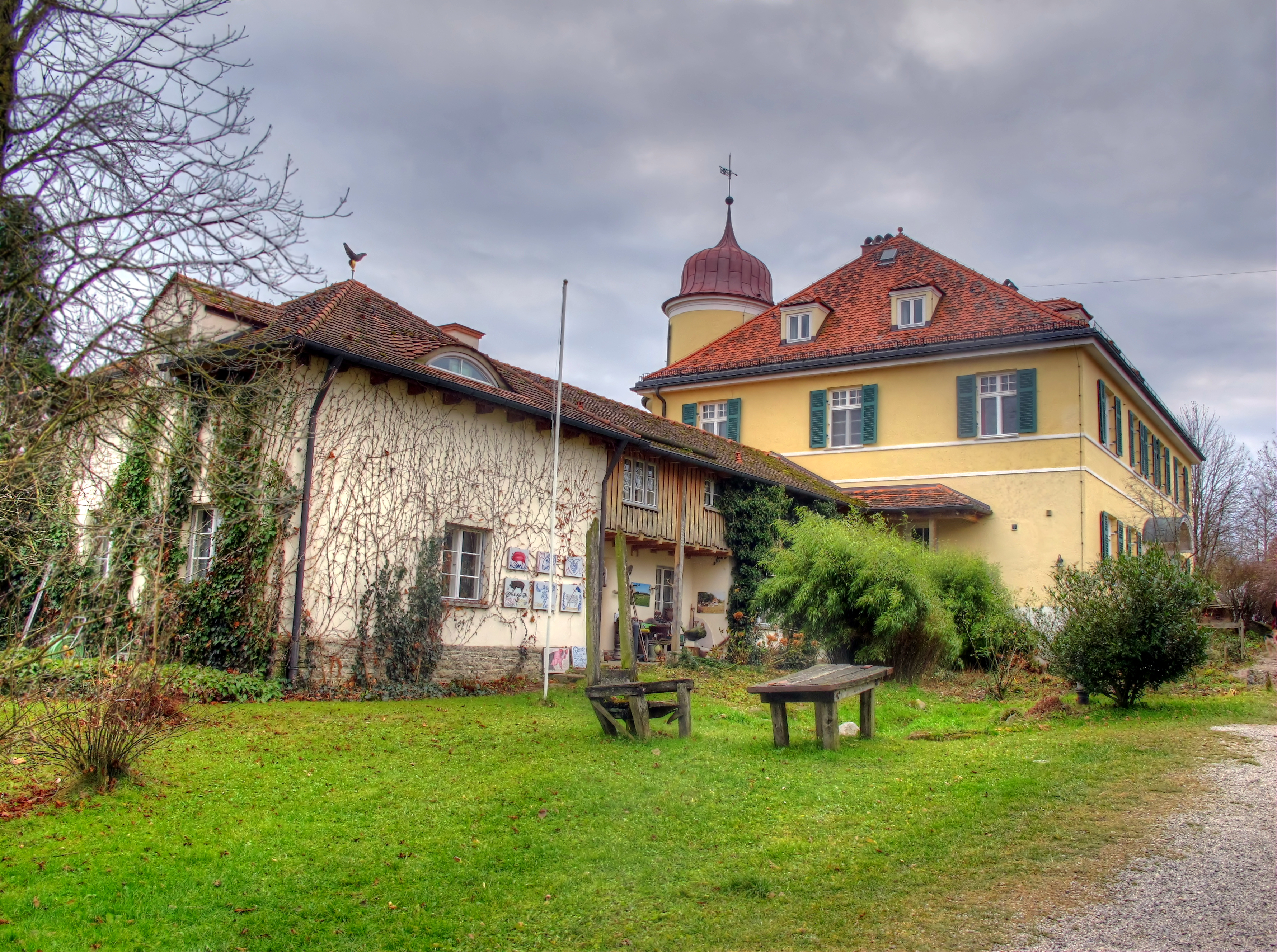
Herrmannsdorfer Landwerkstätten

## Musik
Für diese Serie arbeitete Bogner wieder mit Haindling (Hans-Jürgen Buchner) zusammen, der bereits bei Bogners Serien Irgendwie und Sowieso, Zur Freiheit und Café Meineid für die musikalische Untermalung zuständig war.